# 아르메니아의 소아이모스
가이우스 율리우스 소아이모스(Γάϊος Ἰούλιος Σόαιμος)는 로마의 종속국으로 있던 아르메니아의 통치자이다.

## 생애
2세기 로마 제국의 유력 인사였던 소아이모스는 콤마게네의 오론테스 왕조 그리고 시리아의 에메사 왕조 출신이었다. 그의 동시대인 소설가 이암블리코스는 소아이모스를 자신과 같은 나라 사람이라 주장했다. 이암블리코스는 소아이모스를 아르사케스 및 아케메네스 왕조 출신이라 칭하기도 했다. 그는 프톨레마이오스 왕조의 왕자 알렉산드로스 헬리오스와 한때 약혼했던 메디아의 공주 이오타파의 후손이었다. 소아이모스의 가족과 아르메니아 왕위에 오르기 전 생애에 대해선 알려진 것이 없다. 왕이 되기 전에, 소아미모스는 원로원 의원을 지냈고 불명확한 시기에 로마에서 집정관으로 있었다.
144년에, 소아이모스는 볼로가세스 1세가 죽은 뒤 안토니누스 피우스로부터 아르메니아 왕위를 수여받았다. 그의 첫 아르메니아 왕위 즉위를 기념해, 소아이모스와 안토니누스 피우스의 형상이 있고 '아르메니아인들에게 주어진 왕'이라는 문구가 새겨진 세스테르티우스가 발행됐다. 소아이모스는 네르바-안토니누스 왕조의 로마 황제들인 안토니누스 피우스, 마르쿠스 아우렐리우스, 루키우스 베루스, 콤모두스 지배기와 동시대 인물이다. 그의 첫 재위 때, 그는 144년부터 161년까지 다스렸고 이 시기에 대해 알려진 것은 많지 않다. 그가 통치하던 아르메니아에 거주했던 소설가 이암블리코스는 그의 재위를 '선조들을 계승하여'라고 묘사했다. 이 기술은 그의 과거 선조인 1세기에 살았던 에메사의 소아이모스를 나타낸 것이라 할 수 있다.
161년에 파르티아의 정통왕 미트리다테스 4세의 아들 파르티아의 볼로가세스 4세는 아르메니아를 차지하기 위해 군대를 보내어 레가투스 마르쿠스 세다티우스 세베리아누스 지휘하에 그곳에 배치됐던 로마 군단들을 제거했다. 볼로가세스는 그 뒤에 파코루스를 아르메니아의 왕으로 세웠다. 스파베드 오스로에스한테서 사기를 얻은 파르티아 병력은 더 서쪽인 시리아 속주로 진격했다. 아르메니아가 파르티아인들에게 장악당한 뒤, 소아이모스는 정치적 망명을 떠나, 원로원 의원으로 있었던 로마에서 거주했다.
이 사건들은 새로운 로마-파르티아 전쟁을 유발했고 로마의 조건에 따라 강화가 이뤄졌으며, 163년 또는 164년에 루키우스 베루스가 소아이모스를 아르메니아의 왕으로 재옹립시켰다. 소아이모스의 두 번째 아르메니아의 왕 즉위식은 안티오키아 또는 에페소스에서 열렸을 것이다. 이 전쟁은 로마가 비싼 대가를 치르게 했는데, 승리를 거둔 병력들이 제국 전역에 매우 빠른 속도로 전파된 질병을 동방에서 가져왔기 때문이었다. 마르쿠스 아우렐리우스 황제는 아르메니아를 로마의 속주로 선포하려 했으나 티리다테스 대공이 일으킨 아르메니아인들의 봉기는 로마가 이 계획을 철회하게 했다. 164년에, 앞면에는 L. Verus. Aug. Armeniacus, 뒷면에는 Rex Armen(ii)s datus라는 문구가 새겨진 로마의 주화가 아르메니아에서 발행됐다.
그의 두 번째 재위는 알려져 있지 않다. 소아이모스는 163년부터 아마 186년까지 군림한 것으로 본다. 소아이모스 재위 때, 수도 에치미아진에 건설 작업이 계속됐다. 이 도시에 성채, 요새, 궁전 단지, 신전 등 건설됐다. 그의 재위 기간 이따끔, 소아이모스는 파르티아에 호의적인 이유들로 추방됐다. 오스로에네의 왕을 시하고 이에 대해 질책하는 카파도키아 속주의 총독인 푸블리우스 마르티우스 베루스 앞에 칼을 휘두른 티리다테스라는 자가 아르메니아에서 소동을 일으킨 적도 있다. 마르쿠스 아우렐리우스의 그가 일으킨 범죄 대한 처벌은 브리타니아로 그를 추방시키는 것이었다.
소아이모스의 아르메니아에서 두 번째 추방에 대한 결과로서, 로마군은 166년에 상실한 영토 대부분을 회복한 파르티아인들과 전쟁에 돌입했고, 동시에 소아이모스는 시리아로 도피했다. 마르쿠스 아우렐리우스, 루키우스 베루스 그리고 파르티아의 통치자들이 이 분쟁에 개입한 후, 파르티아의 볼로가세스 4세의 아들 볼로가세스 2세가 186년에 아르메니아 왕위에 올랐다.

## 같이 보기
- 아르메니아의 아르사케스 왕조
- 루키우스 베루스
- 마르쿠스 아우렐리우스

## 참고 문헌
- Royal Ancient Egyptian Genealogy: Ptolemaic Dynasty
- A.R. Birley, Septimius Severus: the African emperor, Routledge, 1999
- A.R. Birley, Marcus Aurelius, Routledge, 2000
- A.K. Bowman, P. Garnsey & D. Rathbone, The High Empire, A.D. 70-192, Cambridge University Press, 2000
- A.E. Redgate, The Armenians, Blackwell Publishing, 2000
- C. Settipani, Continuité gentilice et continuité familiale dans les familles sénatoriales romaines à l’époque imperial, Oxford, 2000
- Russell, James R. (1987). 《Zoroastrianism in Armenia》. Harvard University Press. ISBN 978-0674968509.